# Josef Arazim
Josef Arazim (20. listopadu 1898 Čelákovice, Sedlčánky č. 34 – 14. listopadu 1975 Hradec Králové) byl dlouholetý četník, vrchní strážmistr Sboru národní bezpečnosti, tesařský pomocník, italský legionář a volný předobraz postavy Karla Arazima v seriálu Četnické humoresky.

## Rodina
Narodil se do rodiny tesaře Josefa a zemědělské dělnice Marie roz. Jelínkové, kteří měli celkem osm dětí, z nichž dvě zemřely ještě v dětském věku.
Absolvoval čtyři třídy pětitřídní školy v Čelákovicích, jednu třídu dvoutřídní školy v Sedlčánkách a následně dva ročníky pokračovací školy v Čelákovicích. Otec mu zemřel v roce 1911, když Josefovi bylo 12 let. Společně s dalšími sourozenci musel pomáhat matce splácet dluh na rodinném domku. Josef začal pracovat jako tesařský pomocník.
Dne 20. května 1933 uzavřel sňatek s Miladou Zemanovou. Stalo se tak na okresním úřadě v Hradci Králové. Dne 13. března 1934 se manželům narodila dcera Alenka. V dubnu 1940 uzavřeli manželé římskokatolický sňatek na faře v Hradci Králové. Počátkem roku 1949 se Josefovi a Miladě narodil syn Zdeněk.

## Legionář v dobách první světové války
V květnu 1916 (tedy během první světové války) byl odveden do tehdejší rakousko-uherské armády k 10. pěšímu domobraneckému pluku byl u 6. kumpanie v Mladé Boleslavi. Po měsíčním výcviku v Tyrolsku (ve Wattens-Volders) šel bojoval na italskou frontu. V červnu 1917 byl přiotráven bojovým plynem a skoro měsíc (asi tři týdny) strávil v polní nemocnici v Santa Lucii. Dne 26. července 1917 přeběhl do italského zajetí (Mešňák). Prošel několika prozatímními zajateckými tábory až skončil v zajateckém táboře v Padule. Dne 5. října 1917 se v Padule přihlásil do československé zahraniční armády, tedy do československých legií. V březnu 1918 odjel k Mantově, kde byl zařazen jako střelec k 1. rotě kulometů VII. divize XII. pěší brigády. Do legií byl definitivně zařazen od 26. dubna 1918, kde se stal jako vojín členem 33. střeleckého pluku. Po dvouměsíčním polním výcviku ve Folinu byla jednotka vyslána na frontu. Bojoval např. u Ferrary, Doss Alta a jezera Garda. Po konci první světové války se jednotka dne 21. prosince 1918 vydala na cestu z Padovy do Československa (přes České Budějovice a Hodonín). Následně útvar s Arazimem pokračoval na Slovensko a podílel se na osvobození Slovenska (Bratislava, Nové Zámky, Kúty, Ipol, Šahy, Zvolen a Lučenec). Na začátku roku 1920 byl převelen k 34. pěšímu pluku do Opavy. Dne 21. ledna 1921 byl v Opavě demobilizován. U legií sloužil dva roky a tři měsíce, což se v evidenci doby odsloužené u armády počítalo trojnásobně.

## Příslušník bezpečnostních sborů

### Četník

#### Počátky
Po návratu do Čech pobýval v rodné osadě Sedlčánky, kde se vrátil k profesi tesařského pomocníka. Vzhledem k nedostatku práce se však rozhodl, že se stane četníkem. Tím se stal v létě 1921, když od 1. srpna toho roku nastoupil jako četník na zkoušku na četnickou stanici v Nových Hradech u Litomyšle. 
V průběhu celé své četnické dráhy si díky mnoha odborným kurzům zvyšoval kvalifikaci, čímž mohl i postupovat v četnické hierarchii. Od března 1922 studoval v Pardubicích pětiměsíční školu pro výcvik četníků na zkoušku. Dne 1. srpna 1922 byl přijat do definitivního stavu četnického sboru a povýšen do hodnosti strážmistra. Ve službě dosahoval dobrých výsledků, a tak byl dne 15. května 1925 jmenován zástupcem velitele četnické stanice v Nových Hradech. Téhož roku byl ovšem přemístěn na četnickou stanici v Poličce. Na začátku roku 1926 absolvoval dvoutýdenní lyžařský kurz v Jablonci nad Jizerou.

#### Vůdce služebního psa
V roce 1927 byl strážmistru Arazímovi, toho času stále četníkovi v Poličce, přidělen služební pes (erdelteriér) pojmenovaný Dereš. S ním absolvoval další z kurzů, tentokrát kurz v délce 12 týdnů pro výcvik služebních psů četnictva v Pyšelích poblíž Prahy. V této středočeské obci od roku 1925 sídlil Ústav pro chov a výcvik služebních psů četnictva.
Od 1. ledna 1928 byly zřízeny četnické pátrací stanice a v návaznosti na to byl Arazim o dva měsíce později (začátkem března 1928) přemístěn (i se služebním psem) na četnickou stanici v Hradci Králové coby vůdce služebního psa. Se psem měl být k dispozici místní pátrací stanici, na kterou byl přímo převelen od počátku září stejného roku. Grulich uvádí, že na četnické stanici v Hradci Králové Arazim působil od 1. února 1928 do 15. září 1936.
Se svým služebním psem prošel Arazim na podzim 1928 redresurním kurzem pro starší služební psy, opět v Pyšelích. Dereš už byl však vyhodnocen jako nezpůsobilý k další službě, a tak byla Arazimovi přidělena fena německého ovčáka Sylva, s níž vzápětí absolvoval základní výcvik. V roce 1929 své vzdělání dále doplnil absolvováním třítýdenního kriminologického kurzu na Univerzitě Karlově. Stal se členem Sportovního klubu pro policejní a ušlechtilé psy se sídlem v Praze. Od září 1929 byli vůdci služebních psů zařazeni do systemizovaného stavu četnické pátrací stanice. 
Kromě funkce psovoda byl i pomocným fotografem a zároveň měl na starost vedení evidence potulných cikánů a evidence lupičů pokladen.
Za svoji služební činnost byl hodnocen jako „dobrý“ a od roku 1929 jako „velmi dobrý“. Po deseti letech služby u četnictva byl  v roce 1931 povýšen na štábního strážmistra. Roku 1932 dostal s týmem pátrací stanice pochvalné uznání zemského četnického velitele za dopadení dvou nebezpečných lupičů pokladen a jejich usvědčení.

#### Velitel stanic
V roce 1933 úspěšně absolvoval kurz řízení osobních automobilů, čímž získal řidičské oprávnění. Od 1. září 1935 nastoupil na deset měsíců do školy pro výcvik velitelů stanic v Praze. Ve funkci psovoda na pátrací stanici tak musel být vystřídán. Novým psovodem se stal štábní strážmistr Jan Turko, který v roce 1932 dostal přidělené Sylvino mládě, psa Korda. Během pražského studia se Arazim zúčastnil kurzu esperanta pro četníky. Po úspěšném absolvování školy se vrátil na četnickou pátrací stanici do Hradce Králové.
Od 15. září 1936 byl přemístěn na četnickou stanici Opatov v Čechách v tehdejším politickém okrese Litomyšl, kde byl pověřen vedením stanice. Dne 30. června 1938 tam zaznamenal další povýšení, tentokrát na praporčíka. V září 1938 byl přemístěn na četnickou stanici do Nových Kocbeří (politický okres Dvůr Králové nad Labem), kde opět působil jako velitel. Po podpisu Mnichovské dohody však byla tato stanice evakuována. Zde sloužící četníci byli přemístěni na stanici ve Dvoře Králové nad Labem.
V prosinci 1938 byl Josef Arazim opět převelen. Nově se stal zástupcem velitele četnické stanice Holice v Čechách (tehdy politický okres Pardubice). Dne 9. března 1939 byl odkomandován do Trenčína na Slovensko, ale vrátil se již po pěti dnech 14. března. Následně sloužil jako velitel četnické stanice v Holicích. Odtud byl odkomandován dokonce několikrát. V roce 1941 šel na měsíc na nádraží v Pardubicích jako velitel protisabotážních hlídek, na jaře 1943 na týden do Pardubic jako velitel sběrného tábora potulných cikánů, a na podzim stejného roku dokonce na dva měsíce do Zvířetic ke službě u pracháren.

#### Okupace, penzionování a osvobození
V roce 1941 se v Holicích zapojil do odboje. Získával zpravodajské informace o válečném podniku Kečkemet. Tyto informace předával partyzánům v okolních lesích a poskytoval jim také oblečení a potraviny. Když se dozvěděl, že je jeho činnost sledována, tyto své aktivity utlumil.
Během četnické služby v dobách okupace sabotoval nařízení a rozkazy, likvidoval udání na české lidi, pomáhal a radil postiženým osobám, napomohl k útěku několika osob hledaných gestapem, například komunistům Rudolfu Fanfulíkovi a Anně Ducháčkové. Ilegálně držené zbraně nechal zahodit do rybníka, kde byly až po válce nalezeny. Zachránil rodinu Březinových z Dolních Ředic před vyvražděním pro zatajování větších zásob potravin, poslouchal zahraniční rozhlas a zachránil před zatčením učitelský sbor v Holicích pro pořádání tzv. benešovských schůzí a poslech zahraničního rozhlasu.
V červnu 1943 složil tehdy předepsané zkoušky z němčiny. V listopadu 1943 byl v den svých 45. narozenin jako legionář (nevhodný pro tehdejší režim) penzionován. Následně pracoval jako skladník v obuvnické firmě Hirsch v Holicích. V Holicích bydlel s rodinou v městském domě zvaném "učitelák" (Holubova 46), který město poskytovalo pro účely ubytování státních zaměstnanců.
Rok a půl po penzionování se dne 5. května 1945 v rámci tzv. holického povstání na četnické stanici v Holicích přihlásil do opět služby. Dům, kde Arazimovi bydleli, byl v při náletu značně poškozen a suť zasypala a zranila manželku s dcerou. O den později, při odzbrojování německých jednotek, které byly na ústupu, byl v rámci skupiny 29 rukojmí zajat, odvezen do Vysokého Mýta, a nakonec jen těsně unikl popravě. Od 10. května 1945 sloužil v Albrechticích a následně i na dalších služebnách v královéhradeckém regionu.

### Příslušník SNB
V roce 1945 došlo k založení Sboru národní bezpečnosti, který zahrnoval i dosavadní četníky, a tak se Arazim z četníka stal příslušníkem tohoto nově vzniklého bezpečnostního sboru. U příležitosti výročí dne vzniku samostatného Československa byl dne 26. října 1945 povýšen do hodnosti vrchního strážmistra, a to se zpětnou  účinností od 28. října roku 1941.
Na počátku roku 1946 byl odvelen na dobu čtyř měsíců na stanici SNB do Horního Slavkova na Karlovarsku v západních Čechách, kde prováděl strážní službu při odsunu Němců. Za zmínku stojí, že v únoru 1946 bylo formálně zrušeno rozhodnutí o jeho předčasném přeložení do trvalé výslužby vydané v roce 1943. Na počátku června 1946 se vrátil do východních Čech a stal se velitelem stanice SNB ve Všestarech u Hradce Králové. Již v listopadu 1946 však byl opět přemístěn, tentokrát do Kratonoh, kde působil na stejné pozici. V roce 1946 byl předložen návrh na povýšení Arazima z pozice vrchního strážmistra na poručíka výkonného. Ten návrh nicméně nebyl z neznámých důvodů akceptován, a naopak musel v letech 1946 až 1949 každoročně dokladovat svoji činnost za okupace.
V Kratonohách působil dva a půl roku, ovšem na jaře 1949 byla místní stanice zrušena, a tak byl Josef opět převelen. Nově se stal velitelem stanice SNB Nový Hradec Králové. V závěru roku 1949 byl na dva týdny dočasně přidělen k Pohotovostnímu oddílu Hradec Králové. Přestože byl oceněn za aktivity v době odboje, stále je musel prokazovat a byl podrobován kádrovým prověrkám. V roce 1955 došlo k další takové prověrce, při níž byla zjištěna jeho „provinění“ spočívající v tom, že se v době služby, coby psovod na četnické pátrací stanici v Hradci Králové, údajně podílel na zákrocích při demonstracích a stávkách. Zpráva tvrdila, že se měl účastnit vyšetřování dvou osob pro nábor do intervenční španělské brigády. V návaznosti na to mu bylo kádrovým oddělením v Hradci Králové oznámeno rozvázání služebního poměru a hrozící následné disciplinární řízení k odnětí hodnosti, což by znamenalo ztrátu penze. Arazim se obrátil se žádostí, kde vysvětloval situaci, o milost na Kancelář presidenta republiky. Ta tuto žádost předala k vyřízení ministerstvu vnitra. Nakonec ministerstvo přišlo se závěrem, že bude přeložen do trvalé výslužby, nicméně mu bude přiznán odpočivný důchod. Arazim byl v té době nemocný a podrobil se odkládané operaci žaludku. Na konci listopadu 1955, tedy ve věku 57 let, odešel do trvalé výslužby bez uznání zásluh z legií.

### Vrátný
Po odchodu z bezpečnostních složek pracoval jako vrátný v několika podnicích v Hradci Králové. Byl strážným v národním podniku Kovošrot Hradec Králové a od roku 1961 vrátným v Parku oddechu a kultury v Hradci Králové. Na podzim roku 1962 prodělal infarkt, a proto ukončil pracovní poměr. V roce 1963 začal pobírat starobní důchod. Jako vrátný pracoval dále už jen na zkrácený úvazek. Na podzim 1968 utrpěl zlomeninu nohy a byl upoután na lůžko. V roce 1969 opět neúspěšně žádal o uznání zásluh v legiích a odboji.
Zemřel v Hradci Králové, Malšovicích dne 14. listopadu 1975.

## Hrob
Jeho hrob se podařilo vypátrat historikům z Muzea východních Čech v Hradci Králové teprve v roce 2022. Velký podíl na tom měla i široká veřejnost, která byla muzeem požádaná v souvislosti s rozsáhlou výstavou o historii četnictva na Hradecku.
Hrob se nachází na lesním hřbitově v Hradci Králové. Je nenápadný a vypadá velmi prostě. Je orámovaný kamennou obrubou a na černé žulové desce tkví nápis Rodina Arazimova.

## Pamětní deska
Dne 12. listopadu roku 2016 byla v Hradci Králové za přítomnosti přibližně 100 osob odhalena pamětní deska na počest Josefa Arazima. Umístěna byla na náměstí 5. května na dům č. 283/4. Akce se účastnila i dcera Josefa Arazima Alenka, provdaná Smolová. Od roku 2022 je pamětní deska k vidění na budově někdejší četnické stanice v Hradci Králové na třídě Československé armády (č.p. 284), která byla v provozu 1928 až 1936.

## Vyznamenání
Josef Arazim byl za své působení v legiích vyznamenán. V roce 1922 obdržel Revoluční medaili a Spojeneckou medaili vítězství. Byl vyznamenán i dvěma italskými medailemi: Fattiche di Guera (1923) a Unita di Italia (1927).
Dne 9. srpna 1949 získal po náležitém prokádrování za svou činnost v době okupace Pamětní medaili za věrnost a brannost Slovenska 1918–1938. Na konci roku 1949 dostal Pamětní odznak druhého národního odboje.

## Zajímavosti
U příležitosti desátého výročí samostatného československého státu si pořídil nový vycházkový stejnokroj s ramenními páskami, které byly ozdobeny vytkanou stylizovanou stříbrnou lipovou ratolestí. V té době byl na kurzu pro služební psy a jejich vůdce v Pyšelech, a tak stál u té příležitosti dne 28. října 1928 čestnou stráž u místního pomníku na návsi (společně s vůdcem služebního psa pátrací stanice u okresního četnického velitelství v Jihlavě, strážmistrem Františkem Bařinkou).
Podle vzpomínek a archivních materiálů rodiny napsal policejní historik Michal Dlouhý knihu Humoresky vážně. Podle knihy poté Pavlína Moskalyková připravila scénář k televiznímu seriálu Antonína Moskalyka Četnické humoresky.
V kartotéce italských legionářů je zmíněno, že jezdí na kole.